# Przeciszów
Przeciszów è un comune rurale polacco del distretto di Oświęcim, nel voivodato della Piccola Polonia.
Ricopre una superficie di 35,4 km² e nel 2004 contava 6 691 abitanti.